# 阿蘭·蓋雷森

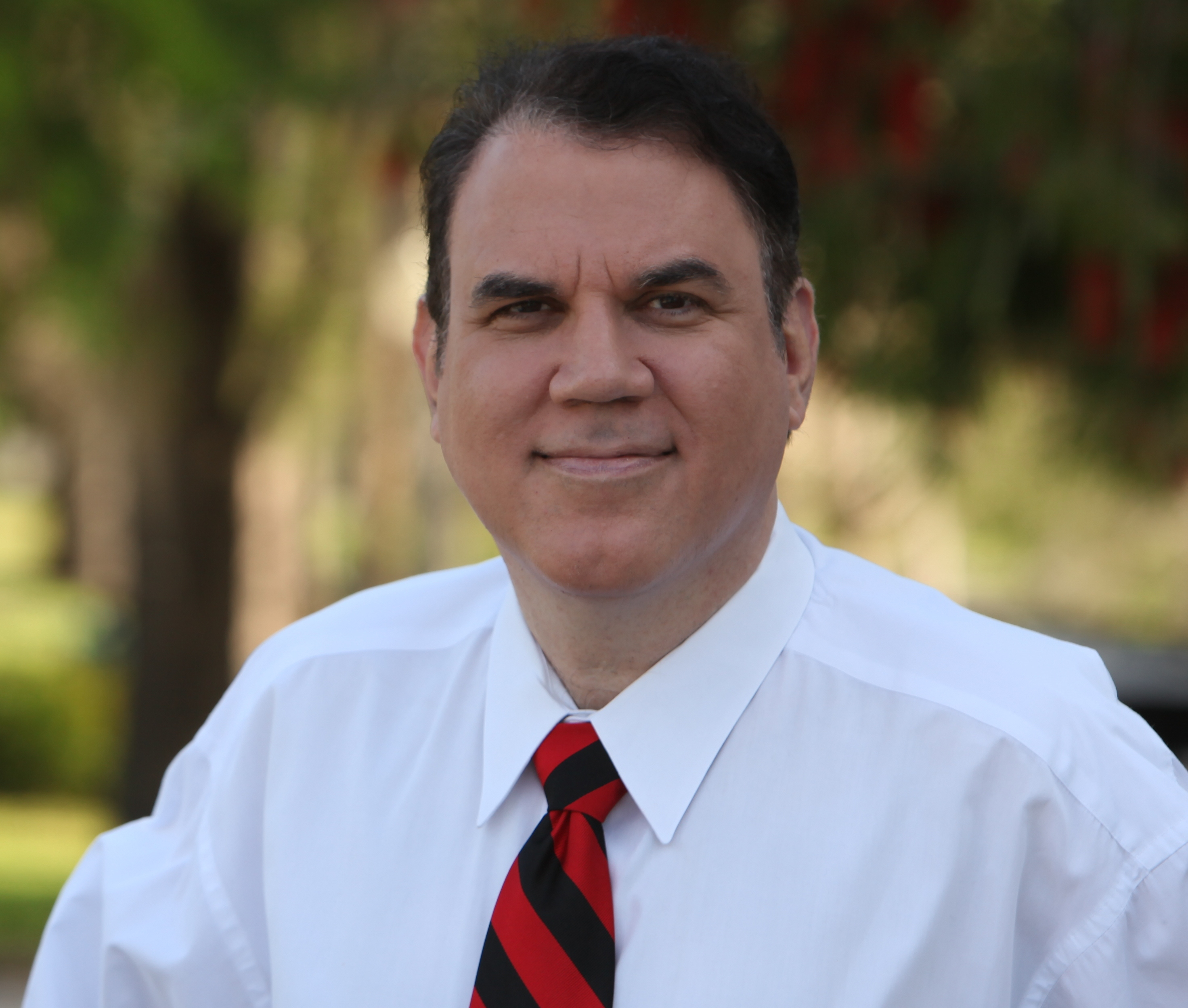
阿蘭·蓋雷森的相片

阿蘭·蓋雷森（Alan Grayson；1958年3月13日—）是美國的一位政治人物。自2013年開始，他是佛羅里達州第9選舉區選出的美國眾議院議員。他的黨籍是民主黨。他之前曾是佛羅里達州第8選區的眾議院議員。他在2015年宣布將參加2016年美國參議院選舉。